# Budyjowska Wielka
Budyjowska Wielka (rum. Budescul Mare, ukr. Будичевська Велика, Budyczewśka Wełyka; więcej zob. niżej) – szczyt w Górach Czywczyńskich położony na granicy Rumunii i Ukrainy.

## Geografia
Budyjowska Wielka znajduje się w północno-zachodniej części głównej grani Gór Czywczyńskich – skrajnego, północno-wschodniego pasma Karpat Marmaroskich. Wznosi się na wysokość 1678 m n.p.m. przy wybitności wynoszącej 145 m i izolacji – 3 km. Od północy sąsiaduje ze słabo wyodrębnionym wierzchołkiem Kamieńca, za którym znajdują się Borszutyn i Łedeskul (Ledeskuł). W kierunku południowym i południowo-wschodnim kolejnymi szczytami w grani są Kukulik i Czywczynarz. W kierunku południowo-zachodnim odgałęzia się boczna grań położona w całości na terytorium Rumunii, biegnąca przez Budyjowską Małą (rum. Budescul Mic) w stronę Pietrosa Budyjowskiego (rum. Pietrosul Bardăului).
Budowa geologiczna jest złożona. Szczyt znajduje się na skraju fliszu (występującego w północnej części pasma biegnącej od Stogu) i łupków krystalicznych (przeważających w pozostałej części Masywu Marmaroskiego). Granica ta pod względem geologicznym oddziela Karpaty Wewnętrzne od Zewnętrznych. Południowe stoki, w pobliżu ramienia odchodzącego w stronę Pietrosa, pokryte są licznie występującymi skałkami.
Ze szczytu rozpościera się panorama obejmująca niemal całość Gór Czywczyńskich (od Stogu, przez Czywczyn aż po Hnatasię), ale też szczyty w innych grupach Karpat Marmaroskich – Toroiagę, wspomniany Pietros Budyjowski, Mihailecul, Farcăul, Petros Marmaroski. Ponadto dostrzec można chociażby Petros Rodniański i Puzdrelor w Górach Rodniańskich, całe pasmo Czarnohory (od Petrosa Czarnohorskiego, przez Howerlę, Brebeneskuł aż po Pop Iwana), Bliźnicę w paśmie Świdowca oraz większą część Połonin Hryniawskich (od Skupowej, przez Halę Michajłową, Babę Ludową po Pnewie). W teorii istnieje niezakłócona linia wzroku sięgająca aż po oddalony o 180 km szczyt Ugerului w Górach Zachodniorumuńskich.

## Ochrona przyrody i turystyka
Szczyt znajduje się na granicy obszaru ochrony przyrody Parcul Natural Munții Maramureșului (po stronie rumuńskiej) oraz w pobliżu granic Wierchowińskiego Parku Narodowego (po stronie ukraińskiej, ok. 1 km).
Podobnie jak w całym paśmie Gór Czywczyńskich, także w rejonie Budyjowskiej nie istnieją obecnie znakowane szlaki turystyczne. W okresie międzywojennym na szczyt wiódł niebieski szlak z Kopilasza (od Drogi Mackensena). Ponadto planowano przedłużenie granią Gór Czywczyńskich Głównego Szlaku Karpackiego, który początkowo miał kończyć się na Stogu (nie wiadomo, czy plany te doczekały się realizacji).

## Nazwa
W dawnej literaturze polskiej nazwa szczytu pojawiała się w wariantach Budyowska wielka (1881, 1882, 1892), Budyjowska Wielka (1888), Wielka Budyjowska, Wielka Budyowska (oba 1893). W okresie międzywojennym utrwaliła się nazwa Budyjowska Wielka, którą stosuje się do dziś.
Współcześnie w źródłach ukraińskojęzycznych podaje się warianty nazwy Будичевська (Budyczewśka) lub Будийовська (Budyjowśka), zwykle z dookreśleniem Велика (Wełyka), ew. niekiedy w formie nawiązującej do dawnej nazwy polskiej – Велька (Welka). Nazwa ma pochodzić albo od prasłowiańskiego *buditi (pol. budzić, ukr. будити, budyty), albo od nienotowanej współcześnie nazwy własnej *Budyjow (*Будийов).
W nomenklaturze rumuńskojęzycznej szczyt nazywany jest Budescul Mare lub Vârful Budescu Mare.